# Cryptoheros
Cryptoheros ist eine Buntbarschgattung, die in Mittelamerika im östlichen Yukatan und auf der karibische Seite von Guatemala und Honduras vorkommt.

## Merkmale
Cryptoheros-Arten haben einen relativ gedrungenen Körper mit einem kurzen Schwanzstiel und sind damit an das Leben in stehenden und wenig strömendem Wasser angepasst. Sie werden maximal 12 Zentimeter lang (Weibchen bleiben kleiner). Charakteristisch für die Gattung ist die Musterung mit dunklen Querstreifen auf den Körperseiten, ein Merkmal das Cryptoheros mit den nah verwandten Gattungen Amatitlania, Hypsophrys und Neetroplus teilt. Verglichen mit Amatitlania haben Cryptoheros-Arten eine Querbinde mehr auf den Körperseiten. Die fünfte Binde ist bei Cryptoheros für gewöhnlich in zwei Binden aufgeteilt worden und der hintere Zweig der fünften Binde ist am stärksten pigmentiert und deutlich dunkler als die übrigen. Bei Jungfischen von Amatitlania und den adulten der meisten Arten ist die vierte Binde die dunkelste. Verglichen mit Hypsophrys und Neetroplus sind die Cryptoheros-Arten gedrungener (mehr an das Leben in stillen Gewässern angepasst) und haben weniger Wirbeln und Schuppen in Längsrichtung. Von Archocentrus unterscheiden sich die Cryptoheros-Arten durch den Geschlechtsdimorphismus hinsichtlich der Größe und der Färbung, die abgerundete Schnauze (leicht zugespitzt bei Archocentrus) und einen seitlich weniger abgeflachten Körper.
Das Maul ist klein und die Zähne im Unterkiefer stehen quer zur Körperachse; beides gilt als typisch für Arten, die sich detritivor oder herbivor ernähren. Dabei ist der Unterkiefer genau so lang oder kürzer als der Oberkiefer. Die Kieferzähne sind konisch und zugespitzt mit einer labiolingual abgeflachten Spitze. Die Zähne der zweiten und der dritten Zahnreihe sind relativ groß. Die Kopfmorphologie teilt Cryptoheros mit Amatitlania und Hypsophrys und in Kombination mit einigen Merkmalen bezüglich der unpaaren Flossen ist sie einmalig unter den mittelamerikanischen Buntbarschen. Dazu gehören eine erhöhte Anzahl von Afterflossenpterygiophoren von der ersten Hämalia (2 bis 3), eine erhöhte Anzahl von Afterflossenstacheln (7 bis 9) kompensiert durch eine verringerte Anzahl von Afterflossenweichstrahlen (weniger als 8) und eine erhöhte Anzahl von Schwanzflossenstrahlen (17 bis 19).

## Systematik
Die Gattung Cryptoheros wurde 2001 durch den französischen Ichthyologen Robert Allgayer eingeführt. Typusart ist der Blauaugen-Buntbarsch (Cryptoheros spilurus). Innerhalb der Heronini gehört die Gattung Cryptoheros zu den Amphilophines (nähere Verwandtschaft von Amphilophus) und bildet eine Trichotomie mit Amatitlania und einer Klade gebildet von Hypsophrys und Neetroplus.

## Arten
Gegenwärtig besteht die Gattung Cryptoheros nur noch aus drei Arten. Die fünf Arten der ehemaligen Untergattung Bussingius gehören heute zu Amatitlania und Bussingius wurde mit Amatitlania synonymisiert. Die Untergattung Panamius gilt heute als eigenständige Gattung.
- Cryptoheros chetumalensis Schmitter-Soto, 2007
- Weinrotflossiger Buntbarsch (Cryptoheros cutteri (Fowler, 1932))
- Blauaugen-Buntbarsch (Cryptoheros spilurus (Günther, 1862)) (Typusart)